# Bruggmanniella duguetiae
Bruggmanniella duguetiae är en tvåvingeart som beskrevs av Urso-guimraes och Dalton de Souza Amorim 2005. Bruggmanniella duguetiae ingår i släktet Bruggmanniella och familjen gallmyggor. Inga underarter finns listade i Catalogue of Life.